# Прелесје при Плавах
Прилесје при Плавах (словен. Prilesje pri Plavah, итал. Brilesse) је насељено место у општини Канал об Сочи, Горишка регија, Словенија.

## Историја
До територијалне реорганизације у Словенији било је у саставу старе општине Нова Горица. Као самостално насеље, Прилесје при Плавах постоји од 2007. године. Настао је издвајањем дела из насеља Плаве.

## Становништво
У попису становништва из 2011. године, Прилесје при Плавах је имало 54 становника.
| Број становника према пописима |
| ------------------------------ |
| 2011                           |
| 54                             |

Напомена: Године 2007. настала издвајањем дела из насеља Плаве.